# Allardyce Range
Die Allardyce Range ist ein Gebirgszug, der sich südlich der Cumberland Bay erhebt und den mittleren Teil Südgeorgiens dominiert. Der höchste Gipfel ist Mount Paget (2935 m), der gleichzeitig der höchste Punkt im ganzen Territorium des Vereinigten Königreichs ist. Weitere bedeutende Gipfel sind Mount Sugartop (2325 m) und Mount Roots (2280 m).
Obwohl weder James Cook (1775) noch Fabian Gottlieb von Bellingshausen (1819) die Berge in ihre Karten von Südgeorgien einzeichneten, haben beide sie zweifellos gesehen. Benannt wurden sie um 1915 nach Sir William L. Allardyce (1861–1930), Gouverneur der Falklandinseln von 1904 bis 1914.